# Keirin féminin aux Jeux olympiques d'été de 2016
Navigation
Londres 2012 Tokyo 2020
Le keirin féminin, épreuve de cyclisme sur piste des Jeux olympiques d'été de 2016, a lieu le 13 août 2016 sur le vélodrome de Barra, à Rio de Janeiro, au Brésil.
La médaille d'or revient à la Néerlandaise Elis Ligtlee, la médaille d'argent à la Britannique Becky James et la médaille de bronze à l'Australienne Anna Meares.

## Résultats

### Premier tour

#### Manche 1
| Rang | Coureuses         | Pays      | Temps  | Note |
| ---- | ----------------- | --------- | ------ | ---- |
| 1    | Kristina Vogel    | Allemagne |        | Q    |
| 2    | Anna Meares       | Australie | +0.002 | Q    |
| 3    | Martha Bayona     | Colombie  | +0.066 |      |
| 4    | Anastasia Voynova | Russie    | +0.186 |      |
| 5    | Gong Jinjie       | Chine     | +0.368 |      |
| 6    | Monique Sullivan  | Canada    | +0.411 |      |

#### Manche 2
| Rang | Coureuses           | Pays             | Temps  | Note |
| ---- | ------------------- | ---------------- | ------ | ---- |
| 1    | Lee Wai Sze         | Hong Kong        |        | Q    |
| 2    | Zhong Tianshi       | Chine            | +0.212 | Q    |
| 3    | Daria Shmeleva      | Russie           | +1.267 |      |
| 4    | Laurine van Riessen | Pays-Bas         | +3.929 |      |
| 5    | Tania Calvo         | Espagne          | DNF    |      |
| 6    | Virginie Cueff      | France           | DNF    |      |
| 7    | Olivia Podmore      | Nouvelle-Zélande | DNF    |      |

#### Manche 3
| Rang | Coureuses        | Pays             | Temps  | Note |
| ---- | ---------------- | ---------------- | ------ | ---- |
| 1    | Becky James      | Grande-Bretagne  |        | Q    |
| 2    | Lee Hye-jin      | Corée du Sud     | +0.017 | Q    |
| 3    | Natasha Hansen   | Nouvelle-Zélande | +0.018 |      |
| 4    | Helena Casas     | Espagne          | +0.092 |      |
| 5    | Stephanie Morton | Australie        | +0.111 |      |
| 6    | Kate O'Brien     | Canada           | +0.244 |      |
| 7    | Miriam Welte     | Allemagne        | +0.477 |      |

#### Manche 4
| Rang | Coureuses          | Pays        | Temps  | Note |
| ---- | ------------------ | ----------- | ------ | ---- |
| 1    | Elis Ligtlee       | Pays-Bas    |        | Q    |
| 2    | Simona Krupeckaitė | Lituanie    | +0.010 | Q    |
| 3    | Lisandra Guerra    | Cuba        | +0.100 |      |
| 4    | Olga Ismayilova    | Azerbaïdjan | +0.256 |      |
| 5    | Shannon McCurley   | Irlande     | +0.431 |      |
| 6    | Sandie Clair       | France      | +0.555 |      |
| 7    | Lyubov Basova      | Ukraine     | REL 1  |      |

1Relégation pour avoir roulé sur la côte d'azur pendant le sprint

### Repêchages

#### Repêchage 1
| Rang | Coureuses        | Pays        | Temps  | Note |
| ---- | ---------------- | ----------- | ------ | ---- |
| 1    | Martha Bayona    | Colombie    |        | Q    |
| 2    | Stephanie Morton | Australie   | +0.085 |      |
| 3    | Virginie Cueff   | France      | +0.144 |      |
| 4    | Olga Ismayilova  | Azerbaïdjan | +0.145 |      |

#### Repêchage 2
| Rang | Coureuses        | Pays    | Temps  | Note |
| ---- | ---------------- | ------- | ------ | ---- |
| 1    | Lyubov Basova    | Ukraine |        | Q    |
| 2    | Daria Shmeleva   | Russie  | +0.116 |      |
| 3    | Helena Casas     | Espagne | +0.124 |      |
| 4    | Tania Calvo      | Espagne | +0.199 |      |
| 5    | Monique Sullivan | Canada  | +0.306 |      |

#### Repêchage 3
| Rang | Coureuses           | Pays             | Temps  | Note |
| ---- | ------------------- | ---------------- | ------ | ---- |
| 1    | Laurine van Riessen | Pays-Bas         |        | Q    |
| 2    | Natasha Hansen      | Nouvelle-Zélande | +0.001 |      |
| 3    | Gong Jinjie         | Chine            | +0.129 |      |
| 4    | Sandie Clair        | France           | +0.800 |      |
| 5    | Miriam Welte        | Allemagne        | +1.669 |      |

#### Repêchage 4
| Rang | Coureuses         | Pays             | Temps  | Note |
| ---- | ----------------- | ---------------- | ------ | ---- |
| 1    | Anastasia Voynova | Russie           |        | Q    |
| 2    | Kate O'Brien      | Canada           | +0.175 |      |
| 3    | Lisandra Guerra   | Cuba             | +0.260 |      |
| 4    | Shannon McCurley  | Irlande          | +0.268 |      |
| 5    | Olivia Podmore    | Nouvelle-Zélande | +0.423 |      |

### Second tour

#### Manche 1
| Rang | Coureuses         | Pays         | Temps  | Note |
| ---- | ----------------- | ------------ | ------ | ---- |
| 1    | Kristina Vogel    | Allemagne    |        | Q    |
| 2    | Elis Ligtlee      | Pays-Bas     | +0.398 | Q    |
| 3    | Anastasia Voynova | Russie       | +0.533 | Q    |
| 4    | Lee Hye-jin       | Corée du Sud | +1.046 |      |
| 5    | Zhong Tianshi     | Chine        | REL2   |      |
| 6    | Martha Bayona     | Colombie     | DNF    |      |

2Relégation pour avoir roulé sur la côte d'azur pendant le sprint

#### Manche 2
| Rang | Coureuses           | Pays            | Temps  | Note |
| ---- | ------------------- | --------------- | ------ | ---- |
| 1    | Anna Meares         | Australie       |        | Q    |
| 2    | Becky James         | Grande-Bretagne | +0.011 | Q    |
| 3    | Lyubov Basova       | Ukraine         | +0.041 | Q    |
| 4    | Laurine van Riessen | Pays-Bas        | +0.165 |      |
| 5    | Simona Krupeckaitė  | Lituanie        | +0.192 |      |
| 6    | Lee Wai Sze         | Hong Kong       | DNF    |      |

### Finales

#### Finale pour les7eaux12eplaces
| Rang | Coureuses           | Pays         | Temps  | Note |
| ---- | ------------------- | ------------ | ------ | ---- |
| 7    | Lee Wai Sze         | Hong Kong    |        |      |
| 8    | Lee Hye-jin         | Corée du Sud | +0.059 |      |
| 9    | Laurine van Riessen | Pays-Bas     | +0.140 |      |
| 10   | Martha Bayona       | Colombie     | +0.220 |      |
| 11   | Zhong Tianshi       | Chine        | +0.445 |      |
| 12   | Simona Krupeckaitė  | Lituanie     | +0.464 |      |

#### Finale pour les six premières places
| Rang               | Coureuses         | Pays            | Temps  | Note |
| ------------------ | ----------------- | --------------- | ------ | ---- |
| Médaille d'or      | Elis Ligtlee      | Pays-Bas        |        |      |
| Médaille d'argent  | Becky James       | Grande-Bretagne | +0.033 |      |
| Médaille de bronze | Anna Meares       | Australie       | +0.038 |      |
| 4                  | Anastasia Voynova | Russie          | +0.111 |      |
| 5                  | Lyubov Basova     | Ukraine         | +0.152 |      |
| 6                  | Kristina Vogel    | Allemagne       | +0.163 |      |